# SAKURA Drops/Letters
《SAKURA Drops/Letters》（日語：SAKURAドロップス/Letters）是宇多田光的第11張日語單曲，於2002年5月9日發行，初動40萬張，累計銷售68萬張，為年度第6單曲。

## 簡介
- 與前作《光》相隔約一個半月的單曲，《For You/Time Limit》約兩年以來的雙A面單曲，專輯《DEEP RIVER》的先行單曲。
- 在作品發行後的所有日本演唱會上，皆演唱了本作的兩首歌曲，並在全美演唱會演唱了《SAKURA Drops》。

## 歌曲解說
SAKURA Drops
- TBS電視台連續劇「First Love」的主題曲，自《Can You Keep A Secret?》後再次成為連續劇主題曲。
- 歌曲名稱有散落的櫻花的意思，並與當時的一款硬糖的名字相同，因此在歌曲發行後導致後者的銷量上漲[1]。
- 音樂錄像帶由她的前夫紀里谷和明（當時還沒結婚）負責拍攝，並使用了名畫家伊藤若沖的作品「鳥獸花木圖屏風」與「動植彩繪（日语：動植綵絵）」。
- 第17屆日本金唱片大獎年度最佳歌曲得獎歌曲[2]。

Letters
- 本人出演的NTT DOCOMO FOMA廣告歌曲，自《FINAL DISTANCE》、《traveling》以來第三次成為同系列廣告的歌曲。
- 歌曲的結他演奏人員陣容豪華，包括樂隊GLAY的HISASHI、歌手Char以及她自己的父親宇多田照實。
- 雖然雙A面主打之一，但並未拍攝任何音樂錄像帶，這與當時她的身體出現問題有關。因此有時被認為是c/w曲的性質[3]。
- 歌曲被認為是寫給在她兒童時期，為了照顧家庭而一直在外忙碌的母親藤圭子[4]。

## 曲目
| 曲序     | 曲目                                           | 編曲            | 时长 |
| -------- | ---------------------------------------------- | --------------- | ---- |
| 1.       | SAKURA Drops                                   | 宇多田光 河野圭 | 5:01 |
| 2.       | Letters                                        | 河野圭 宇多田光 | 4:48 |
| 3.       | SAKURA Drops（Original Karaoke）               | 宇多田光 河野圭 | 5:01 |
| 4.       | Letters (Original Karaoke)（Original Karaoke） | 河野圭 宇多田光 | 4:48 |
| 总时长： | 总时长：                                       | 总时长：        | 9:59 |

## 製作名單
- 宇多田光：全聲樂（#1,2）、基本編程（#1,2）

| SAKURA Drops - 河野圭：電子琴、編程 - 常見和秀：合成器編程 - 秋山浩德：電子結他 - 本田 Larry 優一郎：結他樣本 - Kanzo：結他樣本 | Letters - 河野圭：電子琴、編程 - 常見和秀：合成器編程 - Char：原聲結他 - 鳥山雄司：原聲結他 - HISASHI（GLAY）：原聲結他 - 秋山浩徳：原聲結他 - Skingg：原聲結他 - 本田 Larry 優一郎：原聲結他 |

## 翻唱
SAKURA Drops
- 金木犀 — 專輯《櫻花》收錄（2007年）
- SISTER KAYA — 專輯《櫻～Complete Japanesque Reggae～》收錄（2007年）
- SOTTE BOSSE（日语：SOTTE BOSSE） — 專輯《Blooming e.p.》收錄（2008年）
- かの香織（日语：かの香織） — 專輯《Sakura Bossa》收錄（2008年）
- Jazzin' park（日语：Jazzin' park） — 專輯《sakura flavor》收錄（2009年）
- 井上陽水 — 專輯《宇多田光的歌 -13組音樂家、13種演繹法-》、《UNITED COVER 2（日语：UNITED COVER 2）》收錄（2014年）

Letters
- 椎名林檎 — 專輯《宇多田光的歌 -13組音樂家、13種演繹法-》收錄（2014年）

## 銷量
| 榜單                              | 最高排名 | 銷量    | 在榜時數 |
| --------------------------------- | -------- | ------- | -------- |
| Oricon日間單曲榜 (2002年5月9日)   | 1        | —       | 10週     |
| Oricon週間單曲榜 (2002年5月第3週) | 1        | 400,390 | 10週     |
| Oricon月間單曲榜 (2002年5月)      | 1        | 533,560 | 10週     |
| Oricon年間單曲榜 (2002年)         | 6        | 686,720 | 10週     |
| Oricon累積銷量                    | —        | 686,720 | 10週     |

## 外部連結
- Hikki's Website（页面存档备份，存于） — 宇多田光官方網站